# 기무라 슌키치
키무라 슌키치(일본어: 木村 駿吉: 1866년 11월 12일 - 1938년 10월 6일)는, 일본 해군의 군속(교수, 기사), 교육자, 특허변리사다.
막신 키무라 카이슈의 3남으로 에도에서 태어났다. 동경대학 예비문을 거쳐 1888년 7월 제국대학 이과대 물리학과를 졸업하고, 대학원에 진학해 공부했다. 제1고등중학교 교유(教諭)로 일한 뒤, 1893년 8월부터 1896년 7월까지 미국으로 유학해서 하버드대학원・예일대학에서 공부했다.
귀국 후 1896년 9월부터 제2고등학교 교수를 지내다가, 1900년 3월 해군에 봉직하여 해군교수・무선전신조사위원이 되었다. 이후 해군기사・요코스카공창 조병부원・무선전신개량위원・함정본부원 겸 조선창 전기부원 등을 역임했고 1914년 3월 면관되었다.
키무라 최대의 공적은 함선용 무선전신기 개발에 공헌한 것이다. 굴리엘모 마르코니가 무선전신을 발명하고 얼마 지나지 않아 체신기사 마츠시로 마츠노스케가 무선전신에 대한 연구를 시작했는데, 그것을 견학한 토나미 쿠라키치 중좌가 야마모토 곤노효에 해군대신에게 진언하여 해군에서도 무선 연구를 개시하기로 하고 무선전신조사위원회가 설치되었는데, 키무라가 그 위원으로 임명되었다. 위원회는 3년 안에 80 해리 거리에서 사용할 수 있는 무선전신을 개발하는 것을 목표로 내걸어 1901년 그 목표를 달성했으며, 개량에 노력하여 1903년 제식 채용되었다. 이 무전기는 러일전쟁 승리에 크게 기여했다.
해군 퇴직 이후에는 일본무선전신전화회사 취체역이 되었다.